# Rymanów-Zdrój
Rymanów-Zdrój – wieś uzdrowiskowa w południowo-wschodniej Polsce, położona w województwie podkarpackim, w powiecie krośnieńskim, w gminie Rymanów. Leży nad rzeką Tabor, ok. 2 km na południe od miasta Rymanów, przy DW887.
W latach 1975–1998 miejscowość położona była w województwie krośnieńskim.
Siedziba rzymskokatolickiej parafii św. Stanisława Biskupa.

## Części wsi
| SIMC    | Nazwa       | Rodzaj    |
| ------- | ----------- | --------- |
| 0358954 | Berdelówka  | część wsi |
| 0358807 | Deszno      | część wsi |
| 0358813 | Młyn        | część wsi |
| 0358820 | Pod Hubinem | część wsi |
| 1042489 | Wołtuszowa  | część wsi |

## Historia
W 1872 r. Anna Potocka i Stanisław Potocki, którzy podpisali kontrakt kupna Rymanowa, stali się założycielami Rymanowa-Zdroju. 16 sierpnia 1876 r. podczas spaceru Anny Potockiej (autorki „Mojego pamiętnika”) z dziećmi jeden z jej synów, Józef, odkrył źródło leczniczej wody. Badania jej użyteczności trwały do 1879.

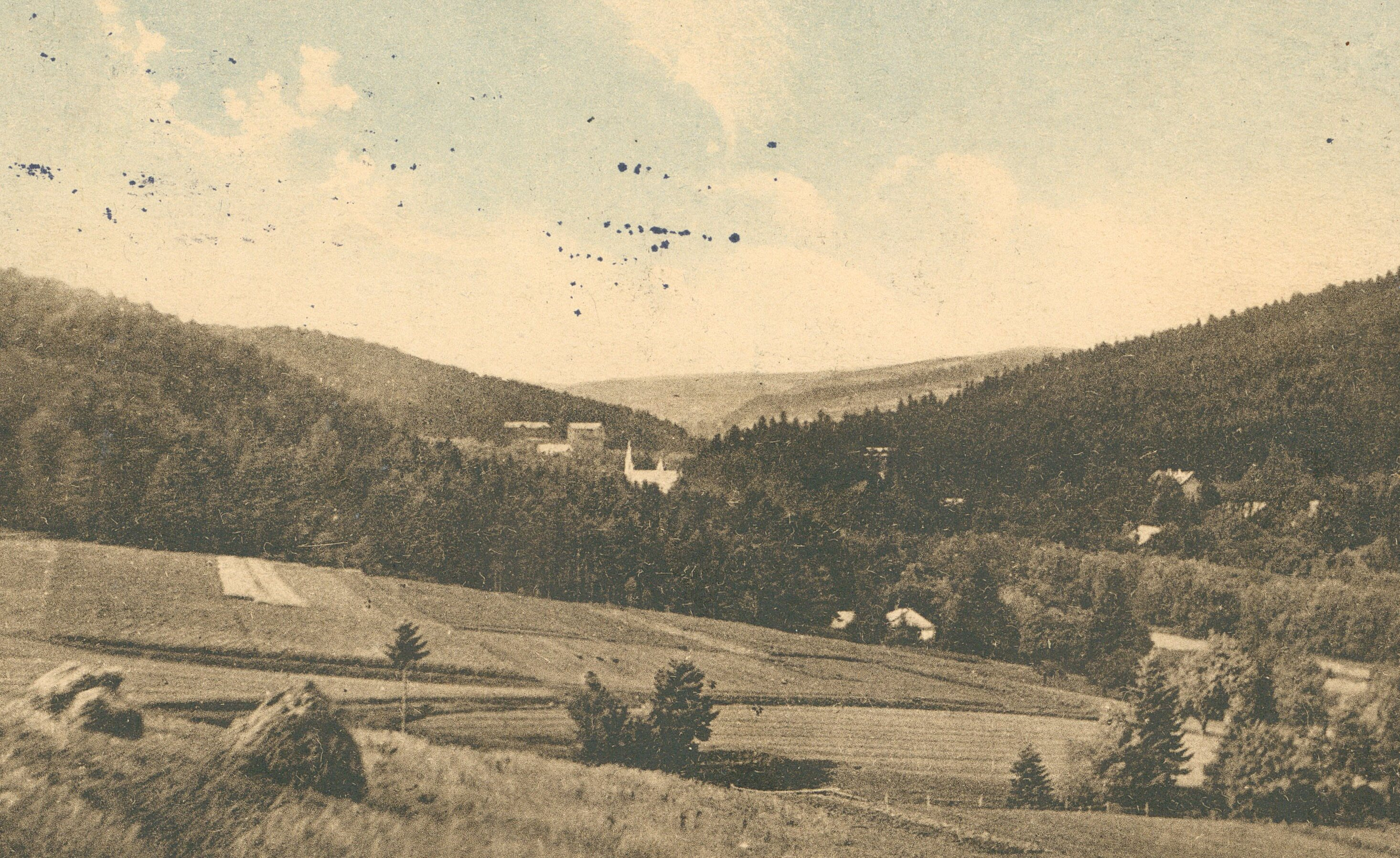
Widok ogólny, 1928
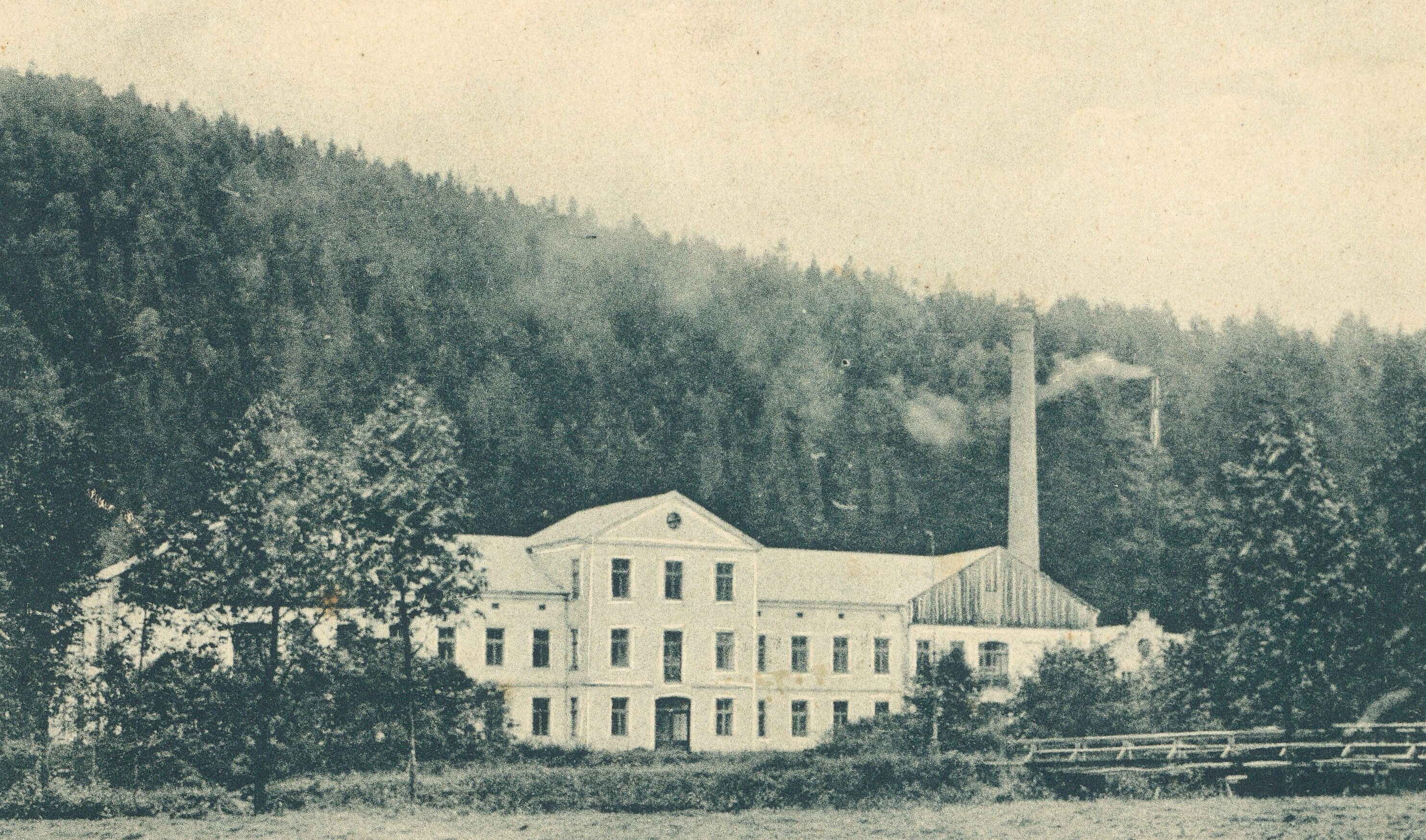
Łazienki, przed 1939
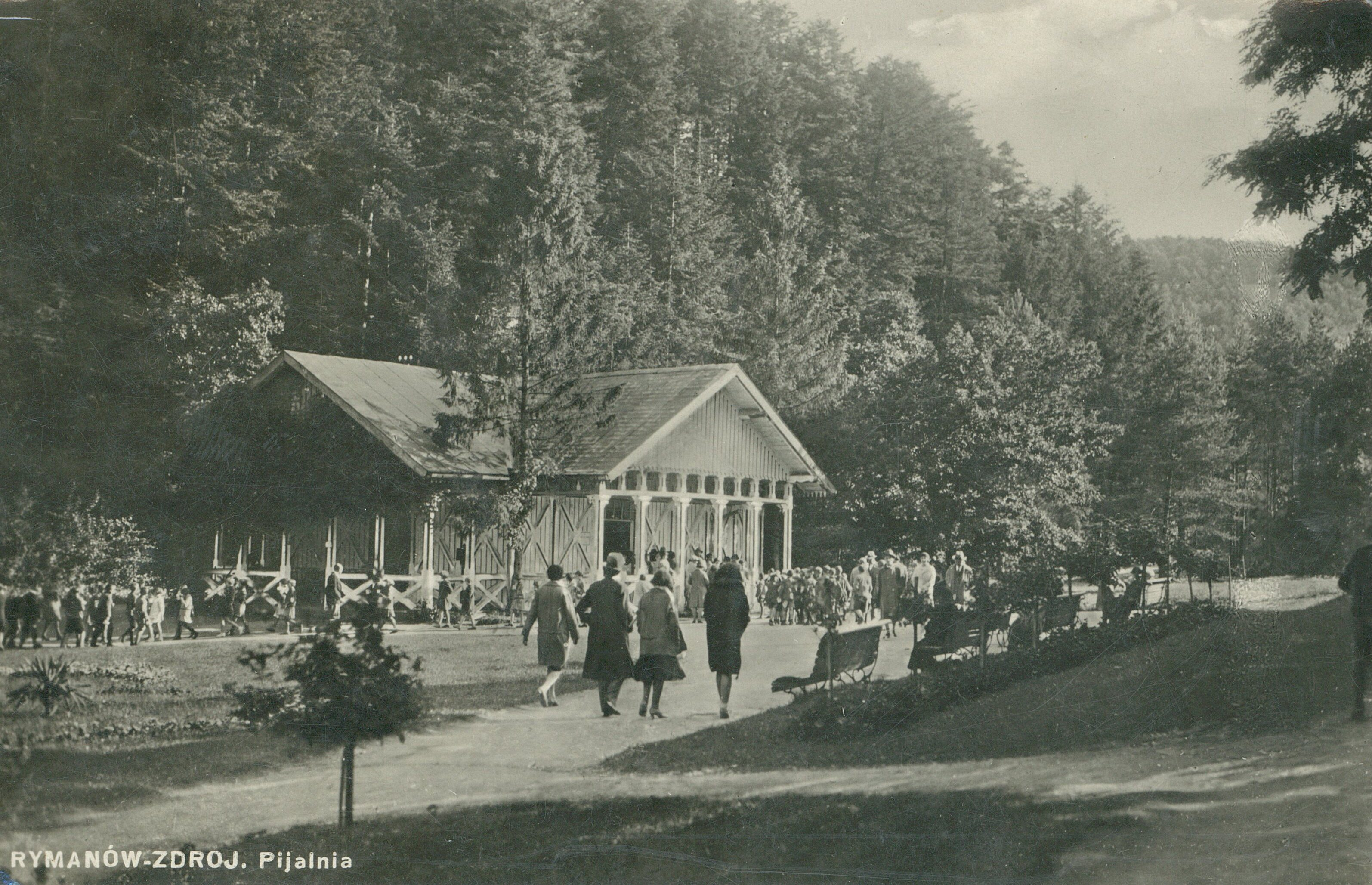
Pijalnia, przed 1939
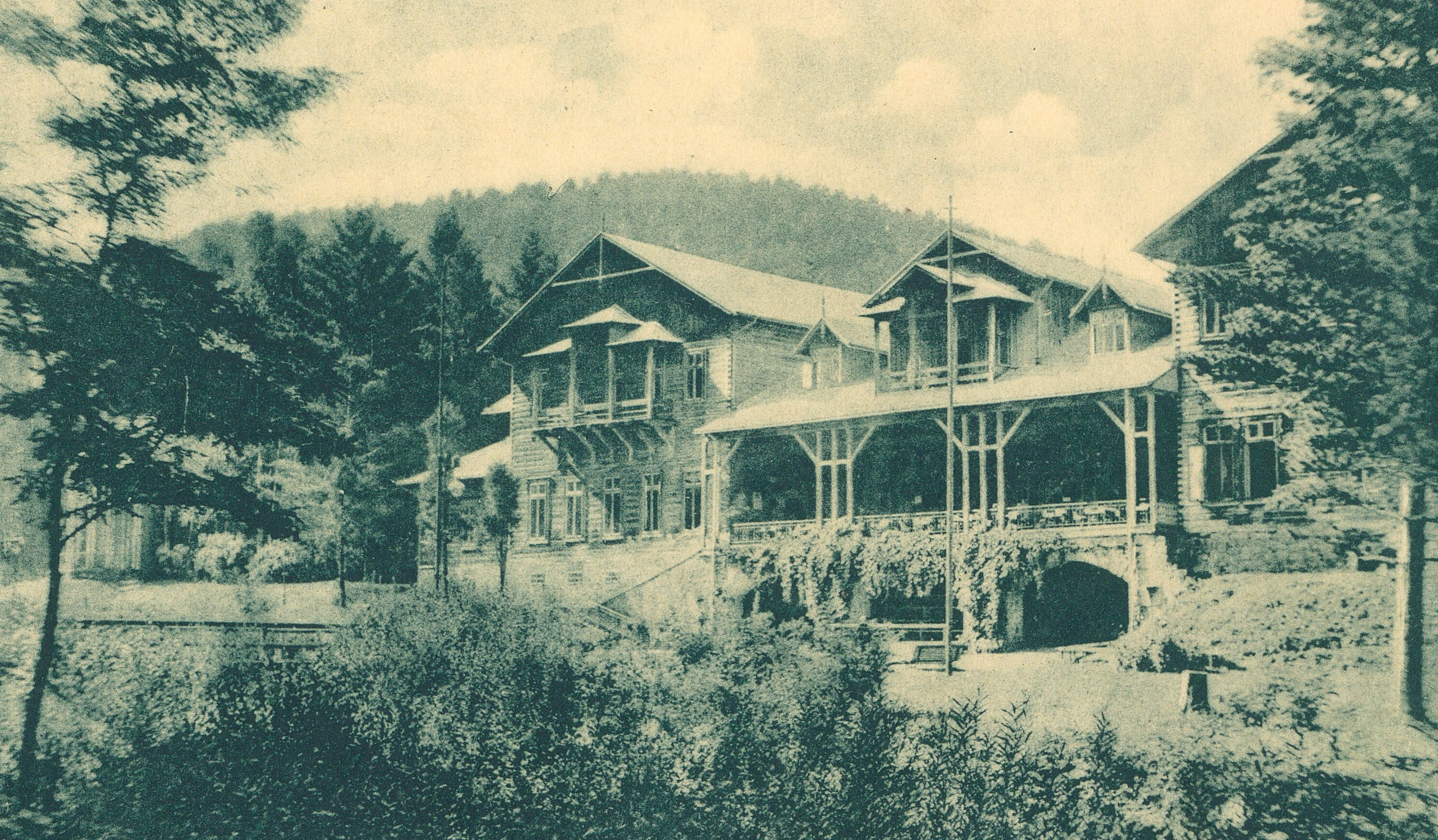
Dom Zdrojowy, przed 1939
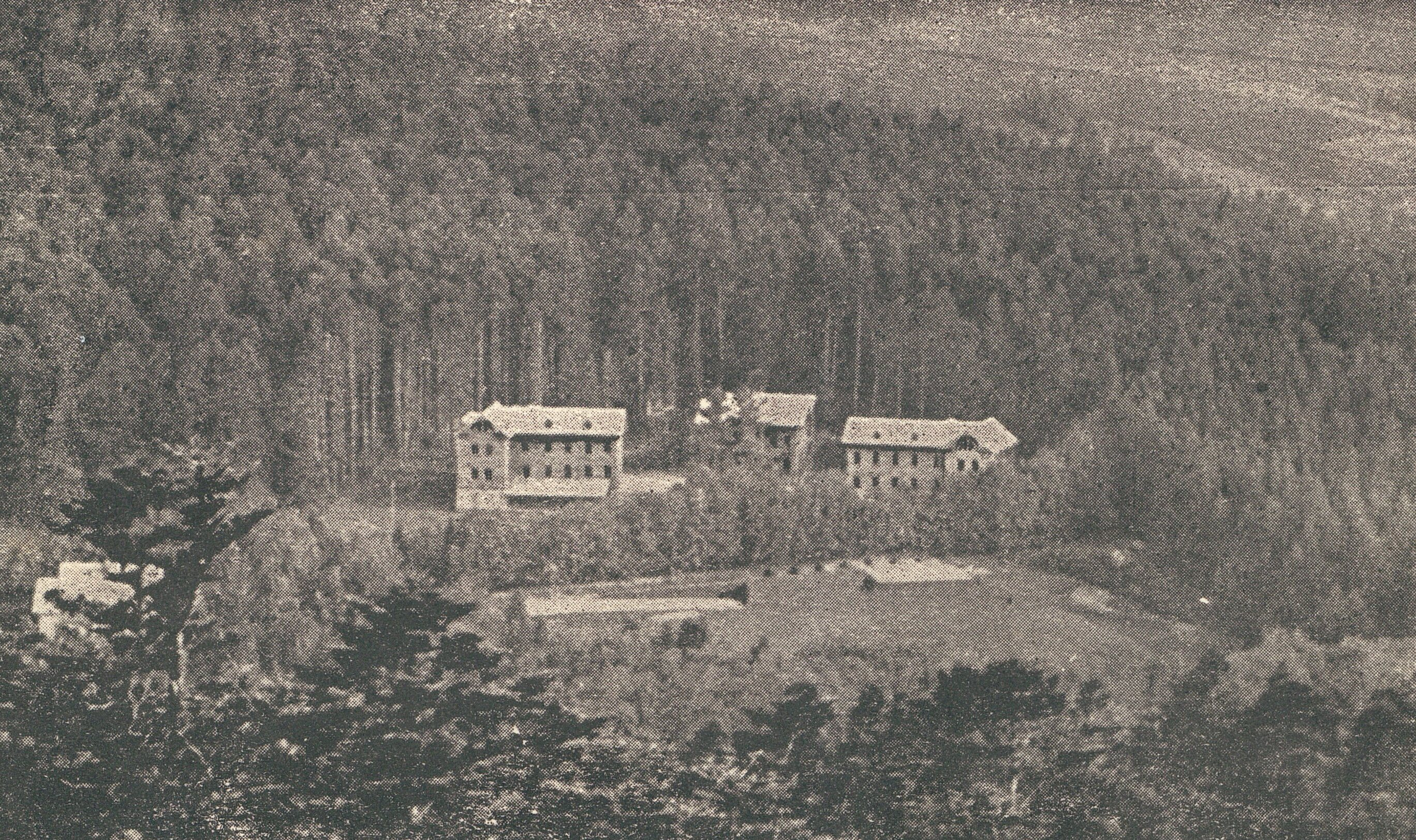
Lwowska kolonia lecznicza

Odkrycie źródeł mineralnych 16 sierpnia 1876 dało początek dziejom Rymanowa-Zdroju. Występowanie od wieków wód leczniczych w sąsiednim Iwoniczu skłoniło zamieszkałych od 1870 w Rymanowie właścicieli dóbr, Annę i Stanisława Potockich, do szukania podobnych źródeł w okolicznych górach i dolinie rzeki Taba (dziś Tabor). Wyjątkową okazją był pobyt na dworze rymanowskim chemika Tytusa Sławika. Wykonana przez niego pobieżna analiza źródła nad brzegiem rzeki Taba wykazała silne stężenie jodu i żelaza. Dokładne badania chemicznych odkrytej wody wykonał w 1877 prof. dr Wesselshy, chemik wiedeński. Analiza w zupełności potwierdziła cenne zalety źródła. Rozpoczęto budowę pierwszych pensjonatów. Wykonano nową obudowę ujęć wodnych według wskazań prof. dr. Bolesława Lutostańskiego, rozdzielono spływające do jednej studni źródła mineralne na odrębne zdroje.

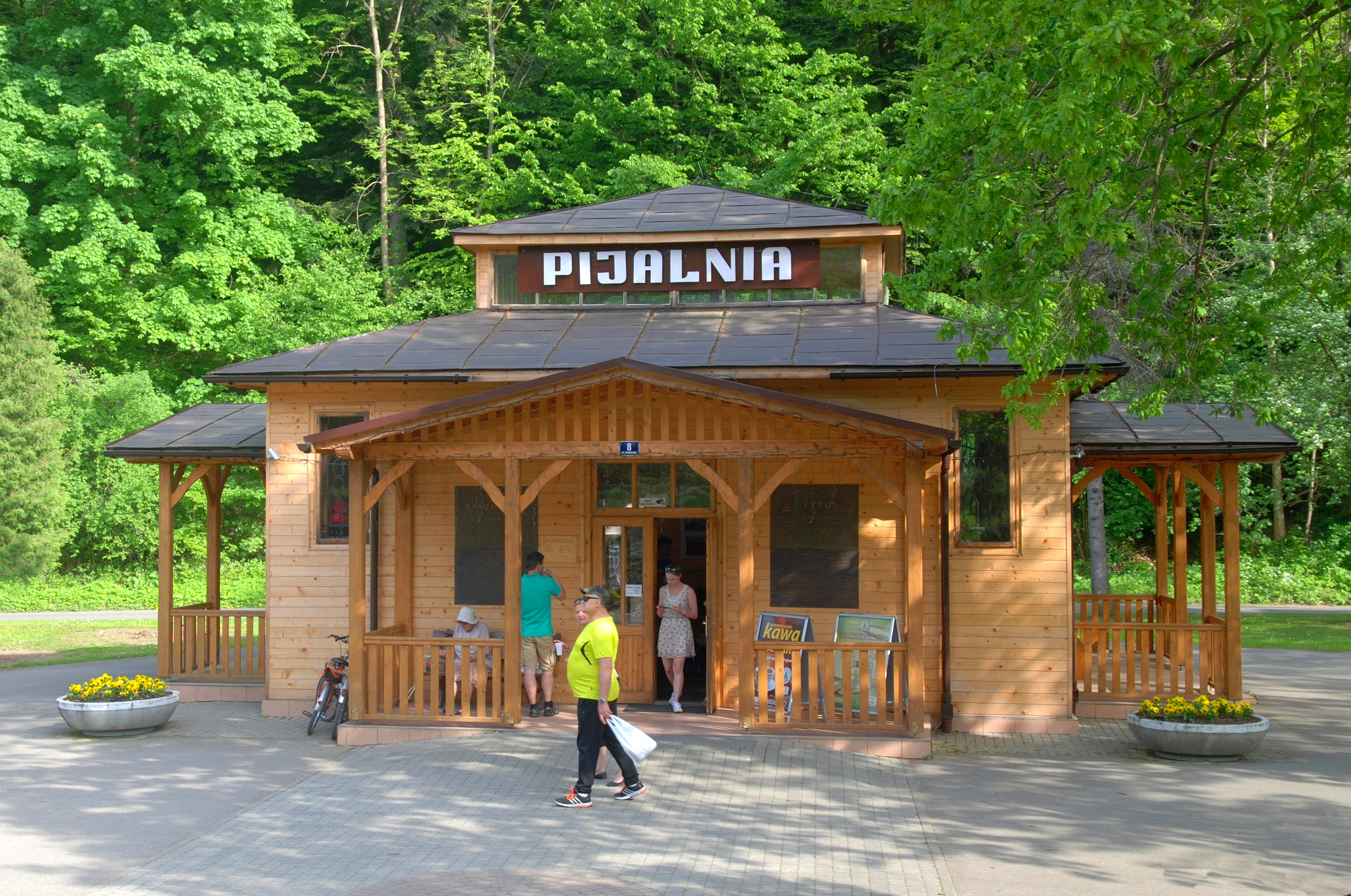
Pijalnia wód mineralnych
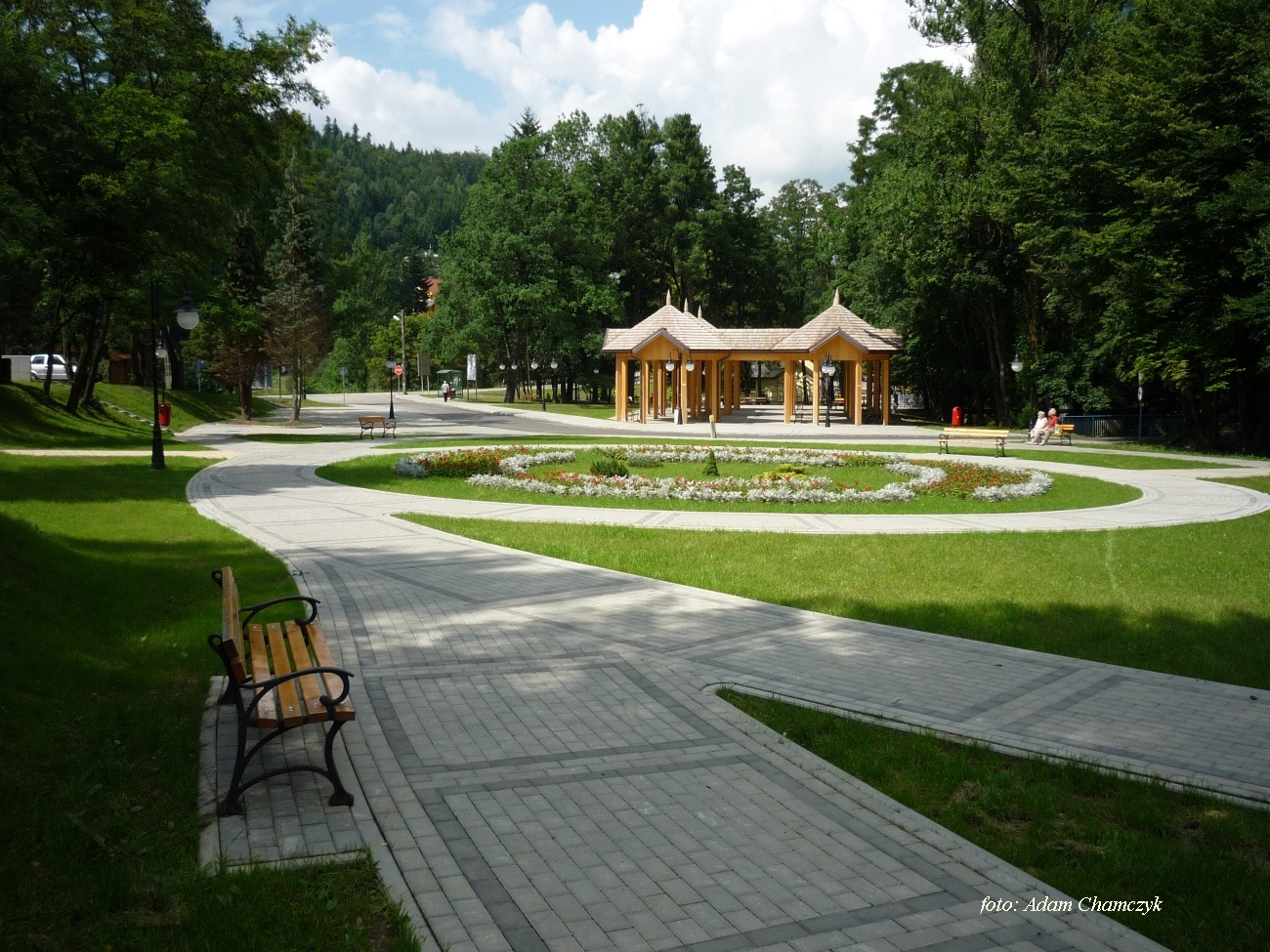
Park zdrojowy, deptak
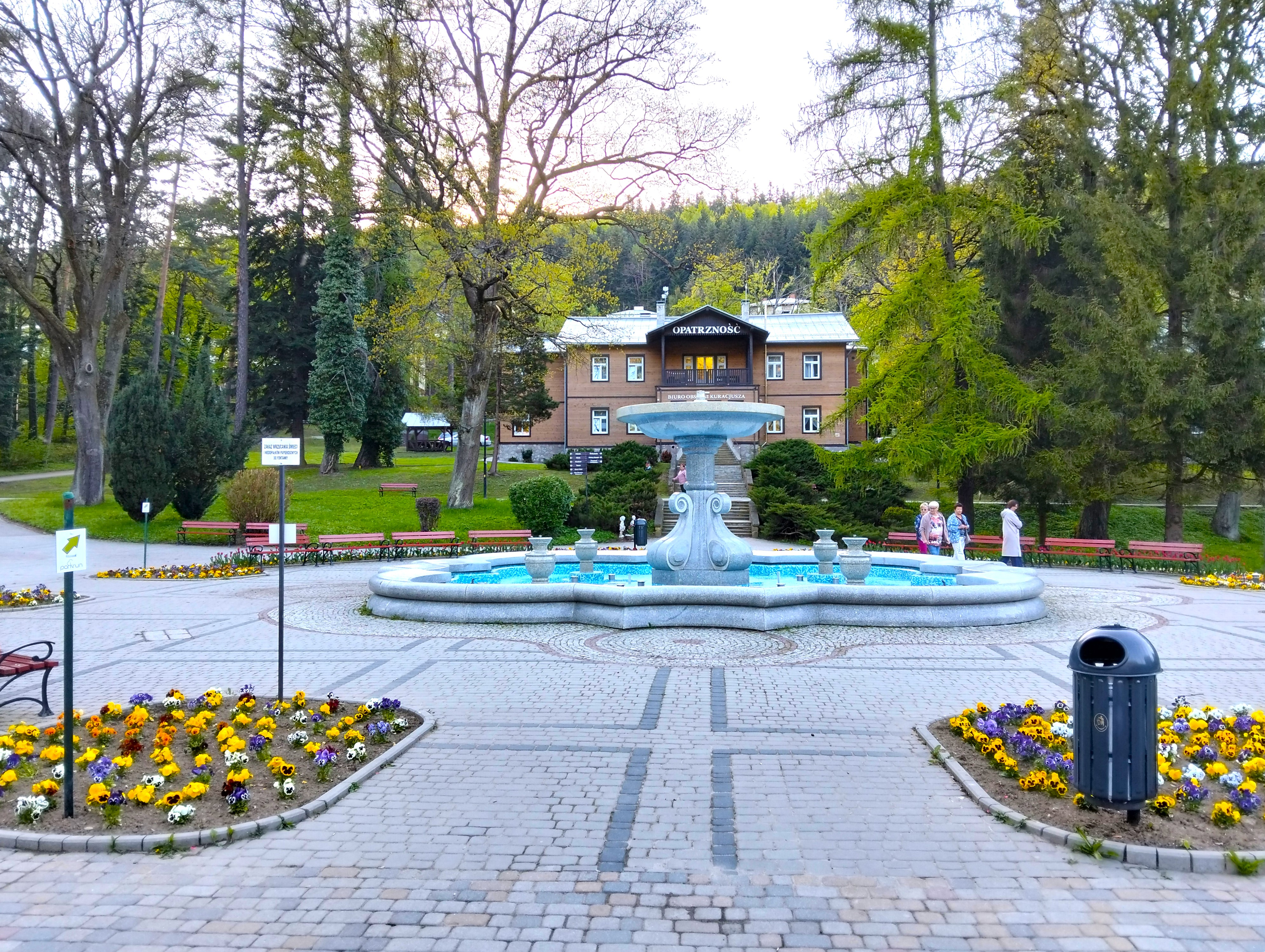
Fontanna i willa Opatrzność

W 1881 dr Bronisław Radziszewski dokonał trzeciego w historii uzdrowiska badania chemicznego składu zdrojów mineralnych. Nowo powstałe uzdrowisko odznaczone zostało na wystawie przyrodniczej w Krakowie w 1882 srebrnym medalem. W 1885 wybudowano pierwszą kolonię „Lwowską” inaugurującą lecznictwo dziecięce. W 1888 w parku zdrojowym w widłach Taboru i Czarnego Potoku wzniesiono gmach „Dworca Gościnnego”, który pełnił funkcję domu zdrojowego. Powstało też wiele stylowych willi i pensjonatów. Wśród nich odznaczające się piękną architekturą secesyjną pensjonaty-wille „Pod Matką Boską” według projektu Jana Sas-Zubrzyckiego (obecnie sanatorium „Maria”), „Pogoń” i „Leliwa”. Na przyległym do zakładu terenie i w okolicznych lasach wytyczono chodniki i ścieżki spacerowe. W pierwszej dekadzie XX w. stanowisko lekarza zdrojowego zajmował dr Eugeniusz Wajgiel. Syn Stanisława Antoniego Potockiego i Anny z Działyńskich Potockiej – Jan Nepomucen Potocki herbu Pilawa (1867–1942 w Rymanowie-Zdroju) – został właścicielem Zakładu Zdrojowego w Rymanowie.
W okresie działań I wojny światowej trzykrotnie przesuwała się przez Rymanów linia frontu. Przed końcem września 1914 dotarły tu wojska rosyjskie, które dokonały zniszczeń obiektów zdrojowych. Stacjonujące tu w 1915 wojska rosyjskie doprowadziły do całkowitej dewastacji uzdrowiska. Ponowne uruchomienie uzdrowiska nastąpiło w 1926. Oddano do użytku nowy zakład przyrodoleczniczy, a rok później nowy obiekt dziecięcy.
Pierwszą, drewnianą kaplicę dla kuracjuszy wybudowano na prawym brzegu Taboru poniżej Łazienek Zdrojowych. Budowę kaplicy murowanej, rozpoczętą jeszcze przed I wojną światową, ukończono w 1926. Poświęcenia świątyni dokonał ks. bp Karol Józef Fischer.

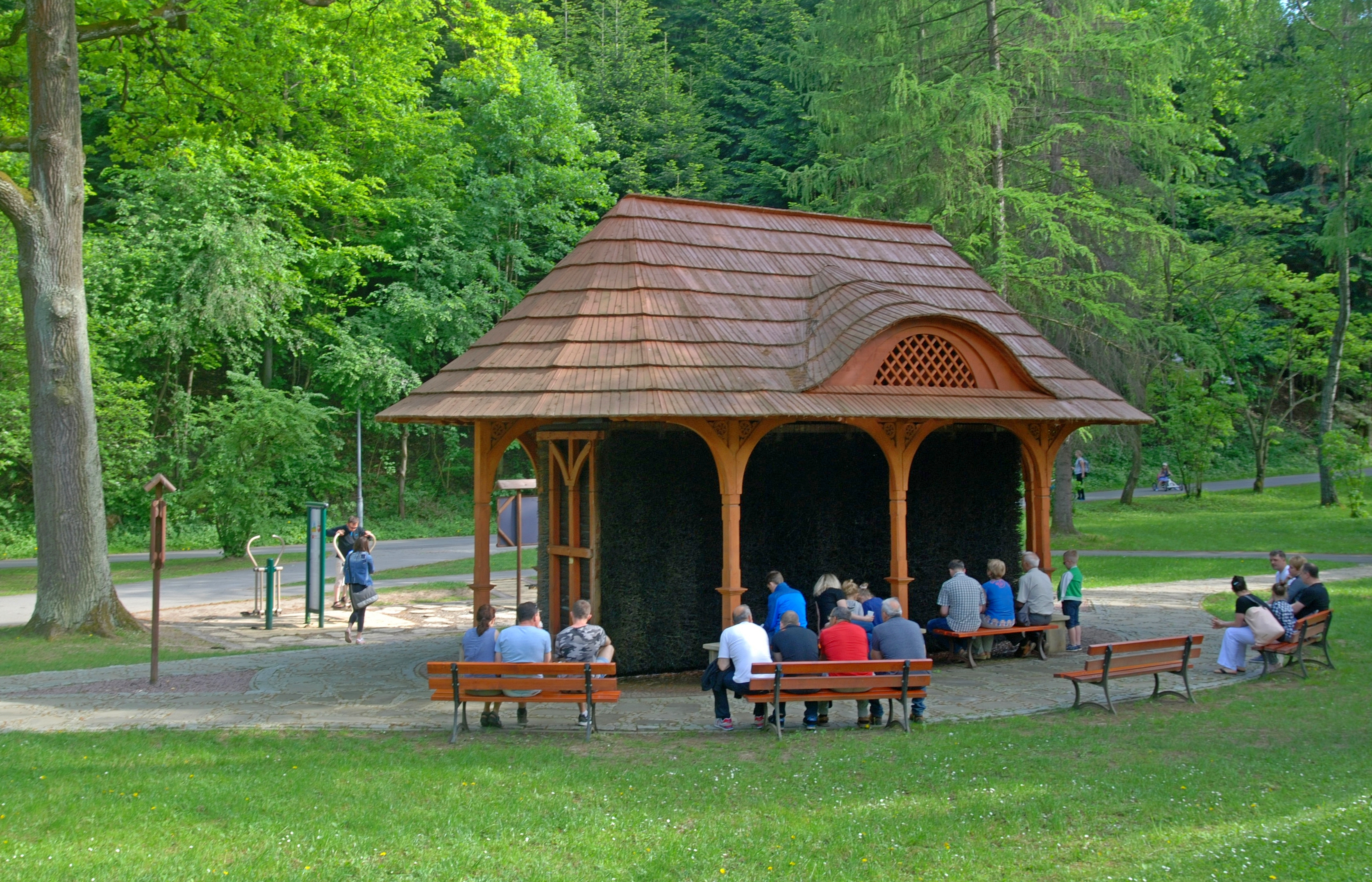
Tężnia solankowa
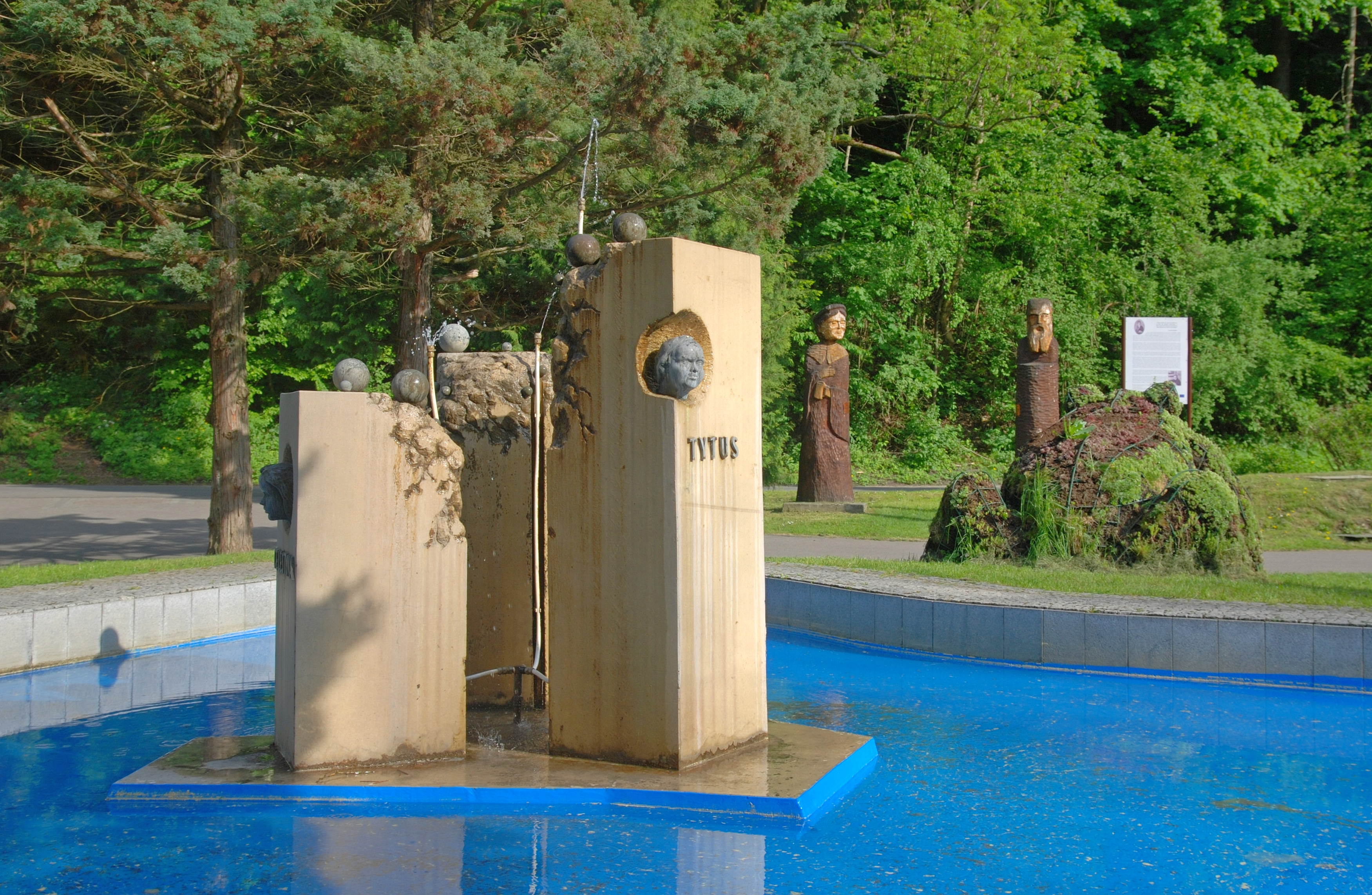
Fontanna Tytus, Celestyna, Klaudia
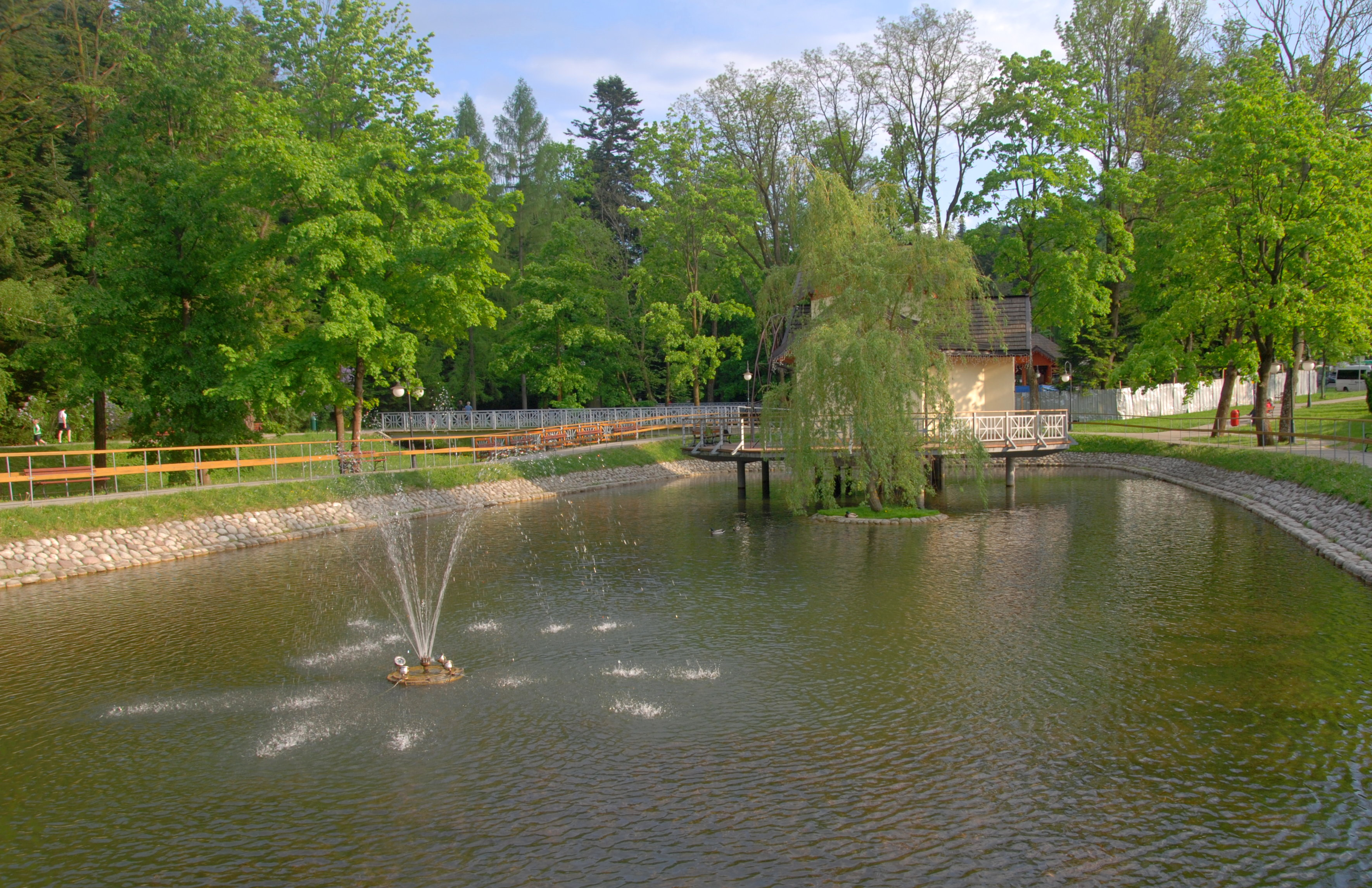
Park zdrojowy

W 1928 Rymanów został uznany za uzdrowisko posiadające charakter użyteczności publicznej.
Na wschodnim stoku góry Mogiła otworzono w 1929 nowe sanatorium Związku Kasy Chorych „Gozdawa”. Powstał nowy obiekt „Polskiego Towarzystwa Higienicznego” oraz wiele willi prywatnych. W latach poprzedzających II wojnę światową leczyło się tutaj w sezonie około 5 tysięcy osób.
II wojna światowa doprowadziła uzdrowisko do ponownej ruiny. W dniu 7 września 1939 wkroczyły do uzdrowiska oddziały słowackie wspomagające Niemców. Od 1940 do 1942 uzdrowisko było nieczynne, zostało ponownie otwarte w 1943 i w tym czasie przebywała w nim krótkotrwale Emmy Göring, żona Hermanna Göringa. Pod koniec wojny spłonął reprezentacyjny dom gościnny, wybudowany jeszcze przez Potockich – kwaterujący w nim węgierscy żołnierze wywołali ogień. W latach 1936–1938 willa „Opatrzność” była siedzibą kurii Apostolskiej Administracji Łemkowszczyzny. W sąsiedniej willi „Gołąbek” zamieszkali po wojnie dawni właściciele uzdrowiska, Potoccy, których wypędzono z pałacu w Rymanowie. Po ustaniu działań wojennych przystąpiono do remontów ocalałych obiektów, zachowując ich dotychczasowy styl. Z sezonowego niegdyś kurortu, Rymanów już w pierwszym dziesięcioleciu powojennym stał się dziecięcym uzdrowiskiem czynnym przez cały rok. Przeprowadzono modernizację zakładu przyrodoleczniczego wyposażając go w nowoczesne urządzenia zabiegowe. W 1965 w rozbudowanym gmachu dawnych „Łazienek Mineralnych” uruchomiono sanatorium „Eskulap” dla dorosłych na 120 łóżek.

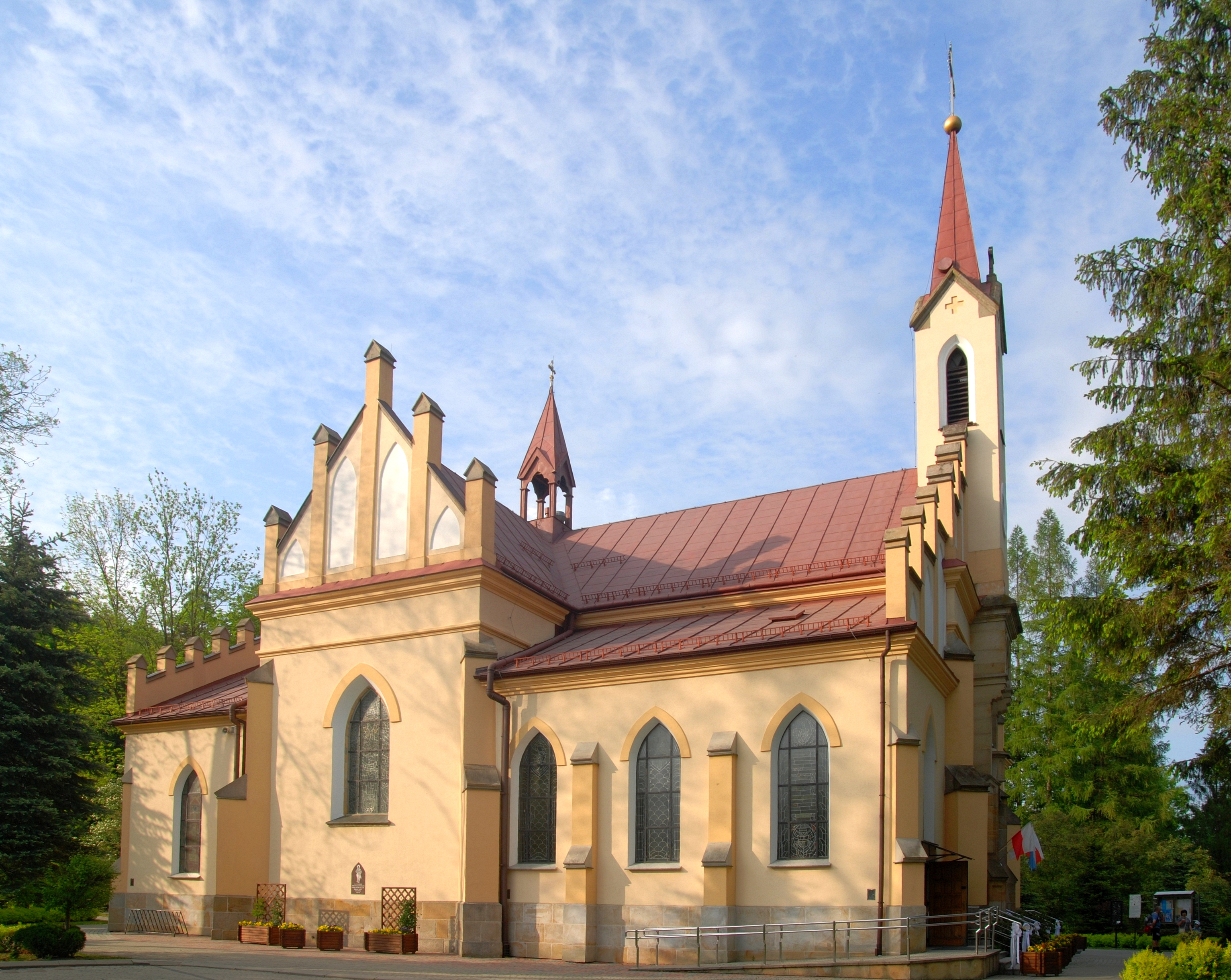
Kościół parafialny św. Stanisława Biskupa
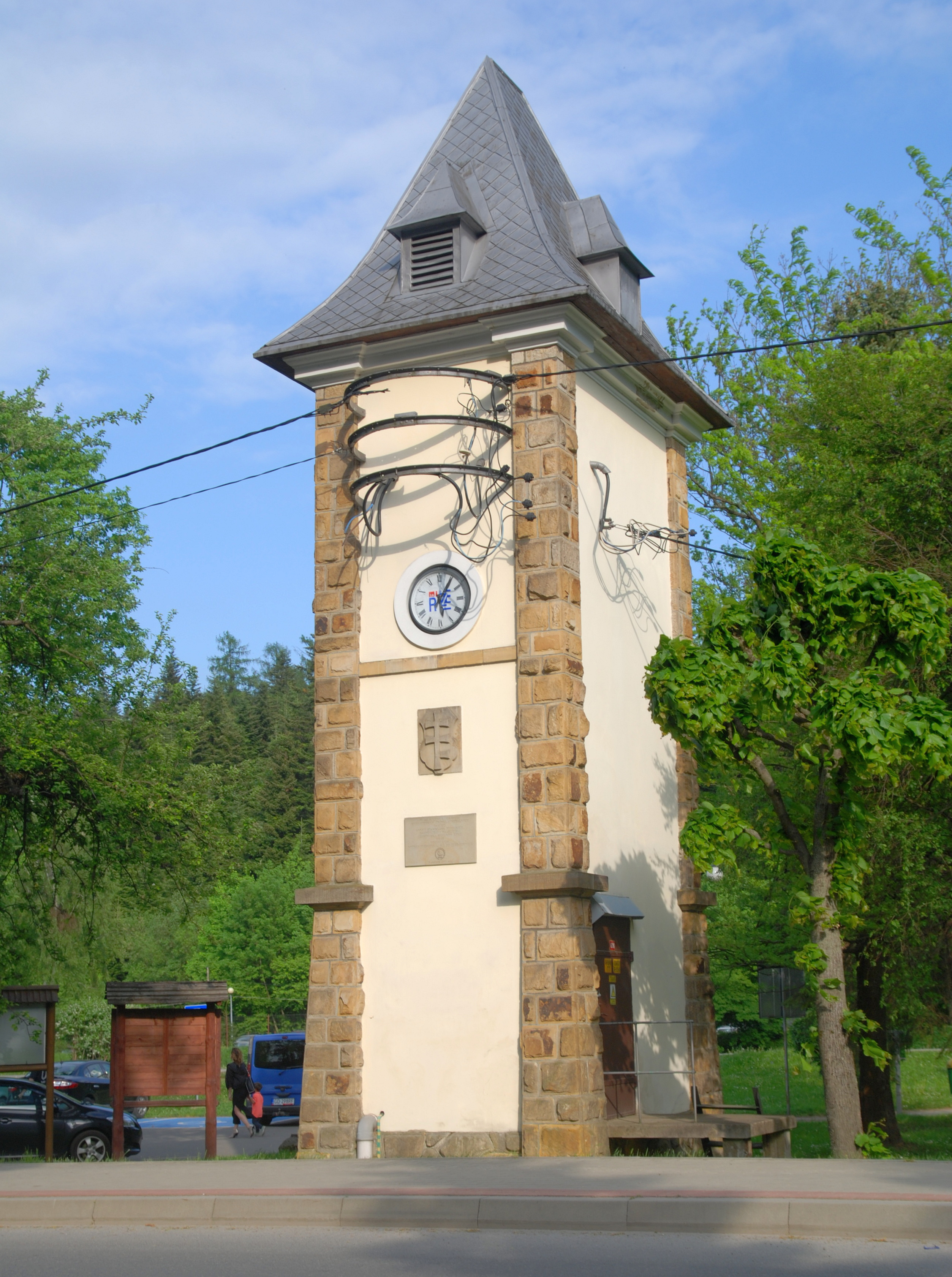
Budynek transformatora
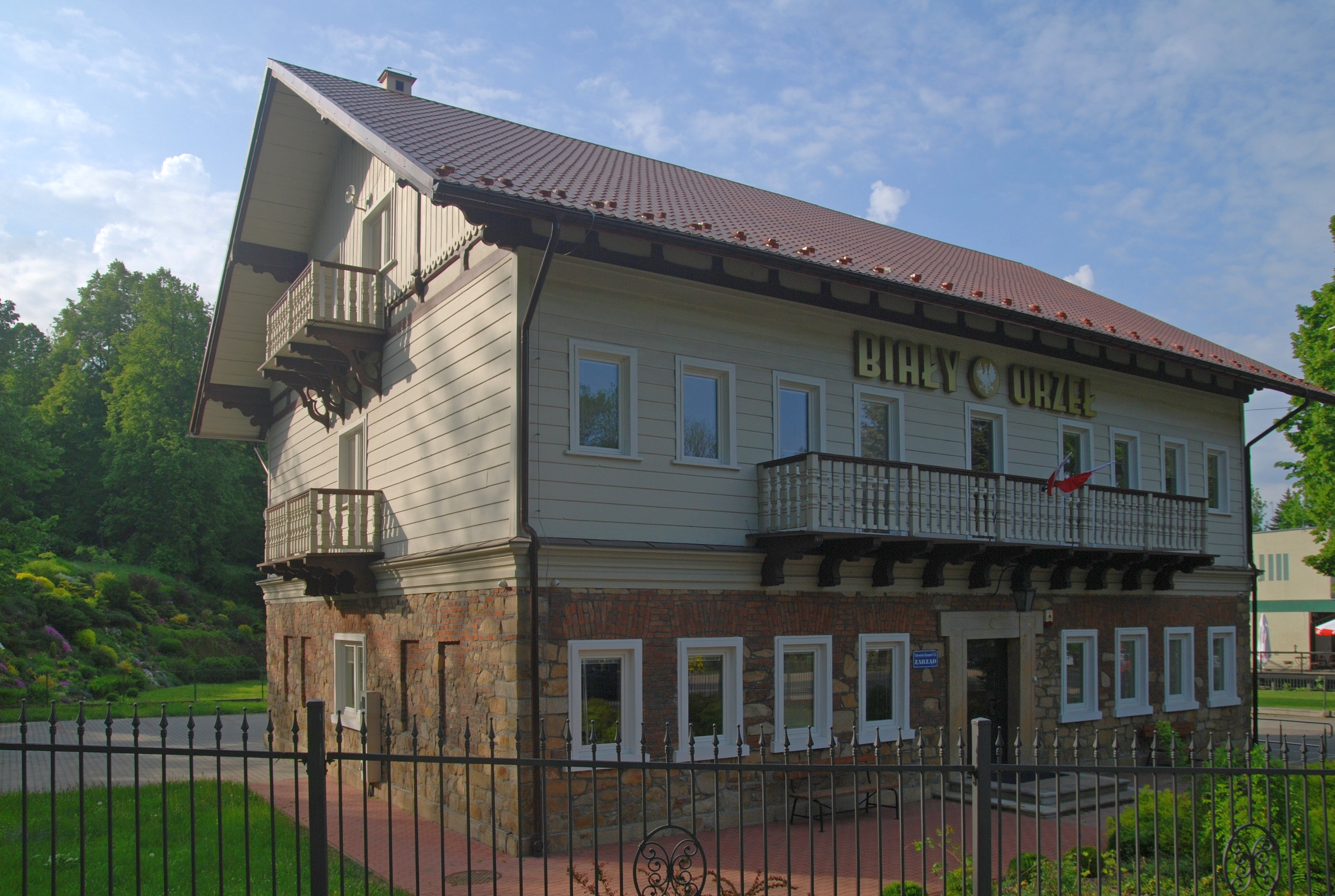
Willa Biały Orzeł

W południowej części uzdrowiska wzniesiono nowe sanatorium dla dzieci „Polonia”, a bardziej na wschód, na południowo-zachodnim zboczu Zamczysk, 300-łóżkowe sanatorium dziecięce „Zimowit”. Powstały sanatoria branżowe, ośrodki Funduszu Wczasów Pracowniczych, spółdzielcze i turystyczne. W 1980 oddano do użytku nowo wybudowaną rozlewnię wód mineralnych, zlokalizowaną w Desznie (obecnie część wsi), na południe od uzdrowiska. Zakład prowadzi butelkowanie rymanowskich wód leczniczych „Tytus”, „Klaudia” i „Celestyna” oraz napojów owocowych na bazie czystej wody („Celestynka”). "Zdrój rymanowski" istnieje faktycznie od 1876, ale dopiero 16 sierpnia 1996, w sto dwudziestą rocznicę odkrycia źródeł mineralnych, uchwałą Rady Miejskiej w Rymanowie utworzono wieś Rymanów-Zdrój o powierzchni 1625 ha, składającą się z obszarów dotychczasowych wsi Deszno, Wołtuszowa i południowej części wsi Posada Górna.
Sanatorium „Gozdawa”, „Krystyna” oraz jeden z najstarszych obiektów sanatoryjnych, drewniana willa „Leliwa”, są od kilku lat wyłączone z użytku, ich los nie jest rozstrzygnięty, prawdopodobnie trafią w ręce prywatne.
1. Szczyty położone w widłach Taboru i Czarnego Potoku:
Żabia Góra (481 m n.p.m.) i dwuszczytowy Dział (673 m n.p.m. – kulminacja wschodnia i 668 m n.p.m. – kulminacja zachodnia).
2. Szczyty wyrastające na zachód od uzdrowiska:
Mogiła (606 m n.p.m.) z Glorietką (572 m n.p.m.), Sucha Góra (611 m n.p.m.).
3. Szczyty otaczające uzdrowisko od strony wschodniej: Zamczyska (568 m n.p.m.), Kopiec (635 m n.p.m.).

## Znani kuracjusze
Wśród kuracjuszy nie brakowało licznych dostojników, między innymi bawił w Rymanowie-Zdroju arcyksiążę Albrecht, stryj cesarza Franciszka Józefa. Leczył się tutaj również Stanisław Wyspiański, a także kompozytor Ludomir Różycki.
W pierwszym dziesięcioleciu XX w. Rymanów-Zdrój nie ustępował swoim wyposażeniem, ani frekwencją innym krajowym uzdrowiskom. Latem 1901 i 1903 przebywał tu wraz z rodziną Stanisław Wyspiański i pozostawił trwały ślad pobytu w pisanych tu, a także w Krakowie wierszach.
W księgach kuracjuszy odnotowane są nazwiska pisarzy: Kazimierza Przerwy-Tetmajera, Kornela Makuszyńskiego, Janusza Meissnera. Kwitło też życie towarzyskie i kulturalne. Na scenie „Dworca Gościnnego” występowali: Hanka Ordonówna, Zula Pogorzelska, Adolf Dymsza, Mieczysław Fogg i inni.

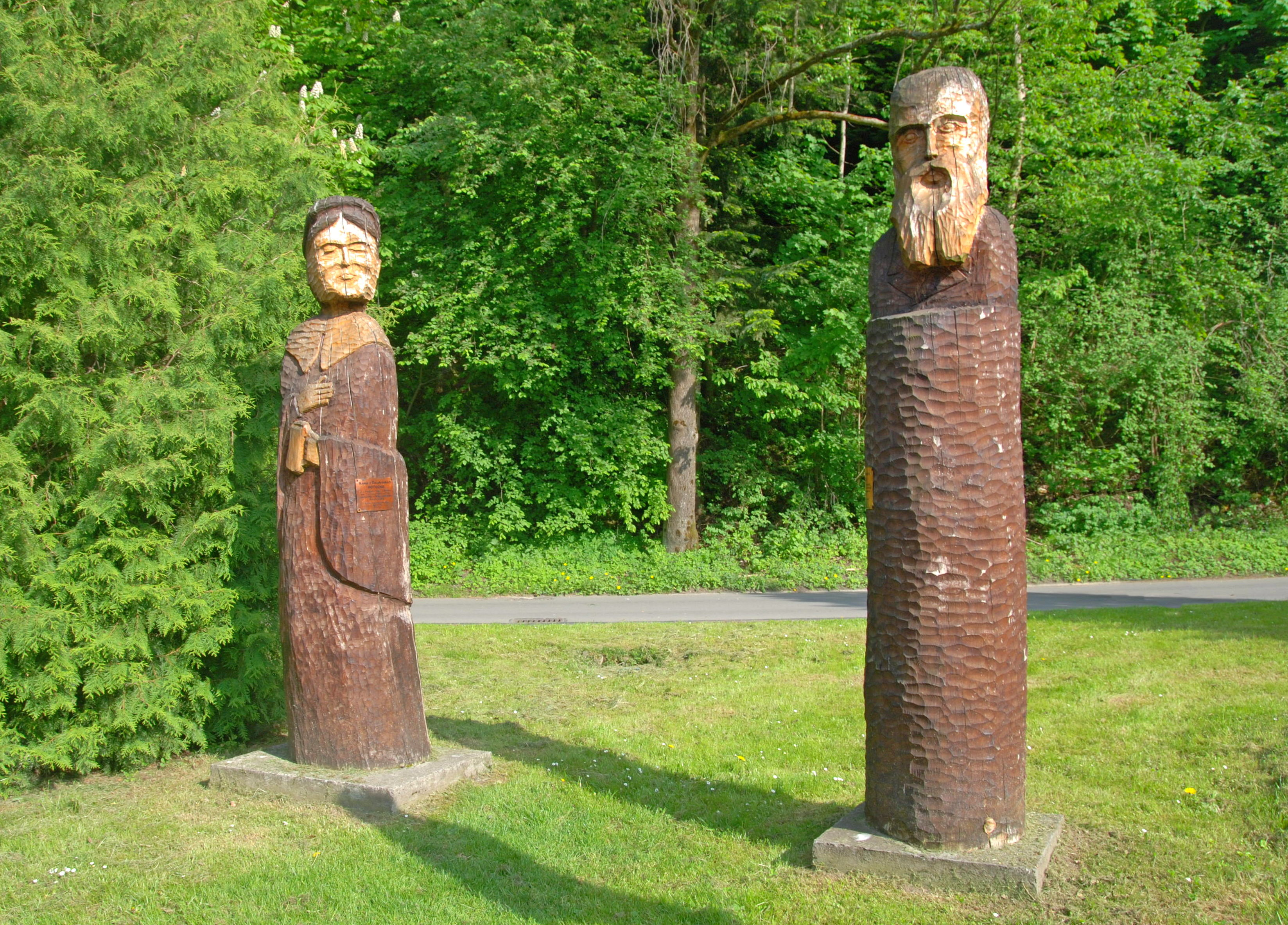
Założyciele uzdrowiska
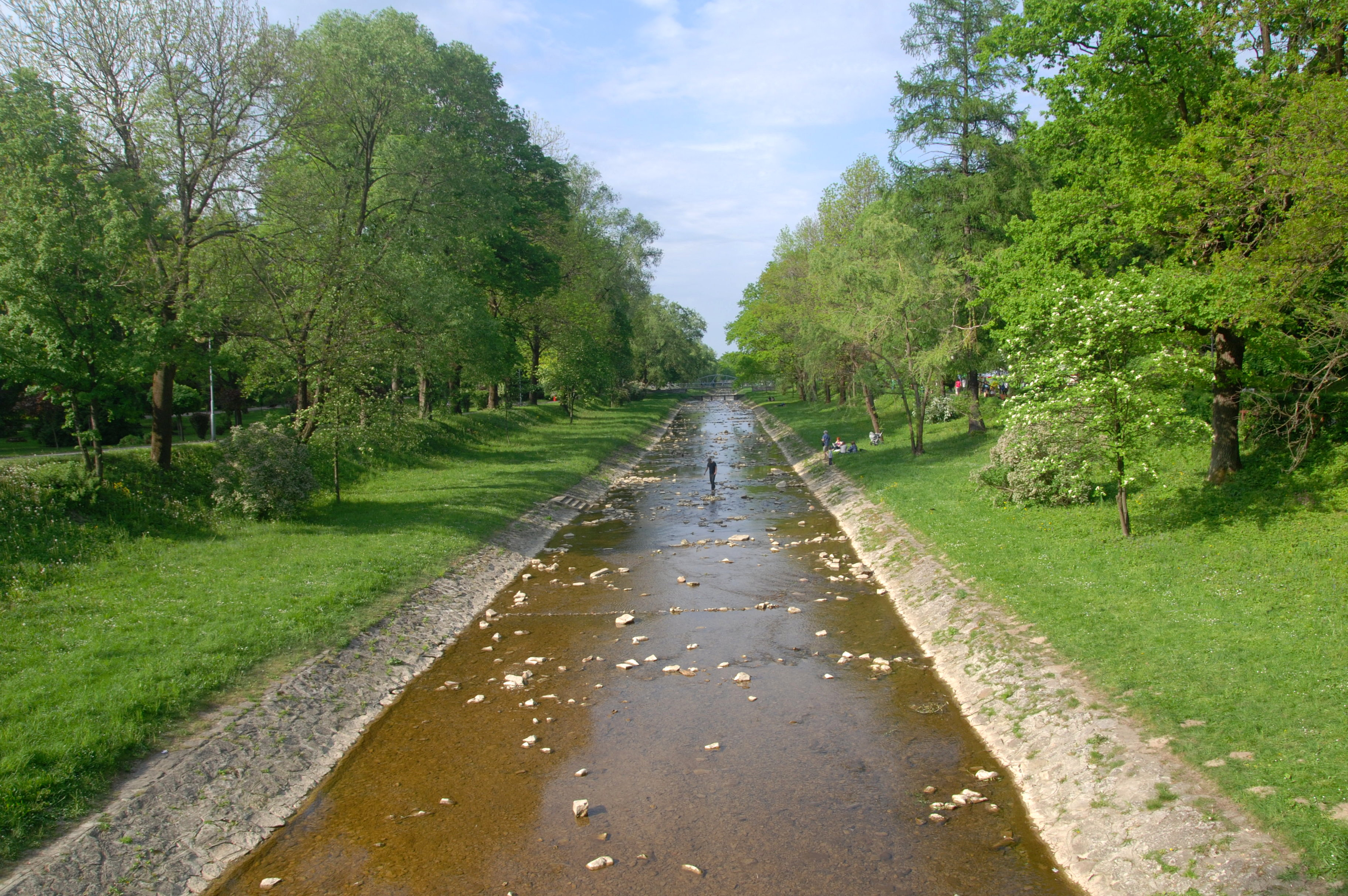
Park zdrojowy, rzeka Tabor
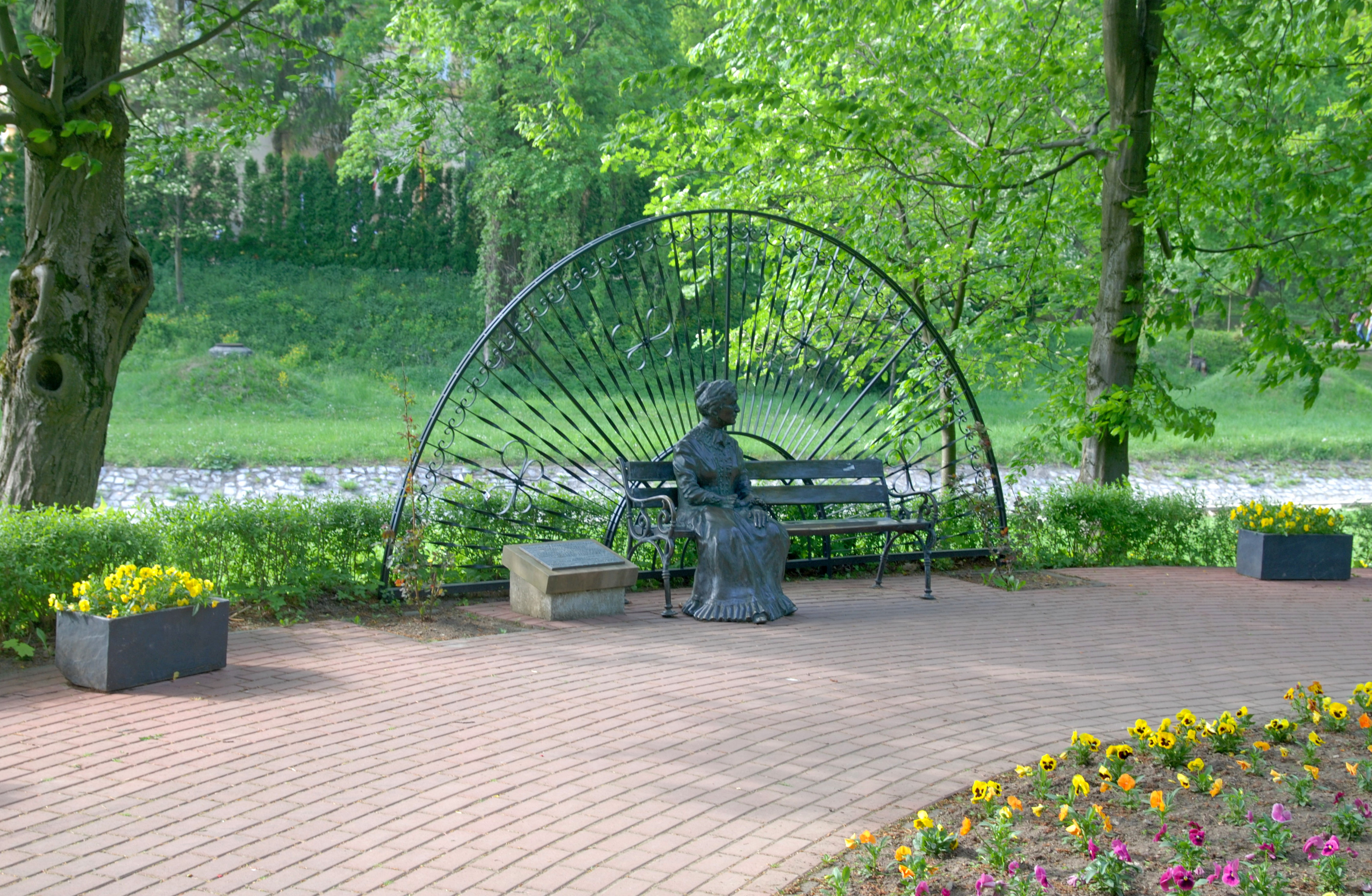
Ławeczka Anny Potockiej

## Ludzie związani z Rymanowem-Zdrojem
- Stanisław Potocki i Anna z Działyńskich Potocka – założyciele Rymanowa-Zdroju.
- Jan Nepomucen Potocki (1867–1942) h. Pilawa – właściciel uzdrowiska Rymanów-Zdrój, poseł, działacz społeczny.
- Ignacy Potocki (1906–1994) h. Pilawa – jeden ze spadkobierców uzdrowiska, od 1930 r. pełnił funkcję sekretarza Komisji Zdrojowej w Rymanowie-Zdroju, kierownika technicznego uzdrowiska i zarządcy majętności Rymanów-Zdrój[9]. Wybitny polski balneolog, działacz społeczny.
- dr Jan Dankiewicz (1893–1940), lekarz internista w uzdrowisku Rymanów-Zdrój, ofiara zbrodni katyńskiej
- dr Jan Woytkowski, lekarz zakładowy w uzdrowisku
- prof. Andrzej Staruszkiewicz, ur. 15 stycznia 1940, w Rymanowie-Zdroju – sformułował kwantową teorię ładunku elektrycznego.

## Wody mineralne
Wody dostępne w pijalni
- „Tytus” – dla upamiętnienia ojca Anny z Działyńskich Potockiej. Charakterystyka wody: 0,85% szczawa chlorkowo-sodowa, żelazista, bromkowa, jodkowa, borowa. Suma rozpuszczonych składników stałych 8496,3 mg/dm3. Wskazania lecznicze: choroby układu oddechowego, choroby wieku dziecięcego, układu krążenia, przemiany materii, zaburzenia gruczołów wydzielania wewnętrznego.
- „Celestyna” – dla upamiętnienia matki Anny z Działyńskich Potockiej. Charakterystyka wody: 0,85% woda kwasowęglowa, chlorkowo-wodorowęglanowo-sodowa, bromkowa, jodkowa, borowa. Suma rozpuszczonych składników stałych 8529,4 mg/dm3. Wskazania lecznicze: choroby wieku dziecięcego, nieżyty żołądka, jelit, wadliwa przemiana materii, choroby skóry, miażdżyca tętnic, zmiany gośćcowe mięśni i nerwów, niedomogi gruczołów dokrewnych.
- „Klaudia” – dla upamiętnienia matki Stanisława Antoniego Potockiego. Charakterystyka wody: 0,82% szczawa chlorkowo-sodowa, bromkowa, jodkowa, borowa. Suma rozpuszczonych składników stałych 8247,1 mg/dm3. Wskazania lecznicze: choroby wieku dziecięcego, nieżyty żołądka, choroby skóry, miażdżyca tętnic, zmiany gośćcowe, niedomogi gruczołów dokrewnych.

Inne
- „Staś” – 0,02% woda niskozmineralizowana wodorowęglanowo-wapniowa miękka. Suma rozpuszczonych składników stałych ok. 210 mg/dm3. Wskazania empiryczne: łagodne nadkwaśne nieżyty żołądka, kamica dróg moczowych i żółciowych.
- „Marysieńka” – 0,02% woda słabo zmineralizowana miękka. Suma rozpuszczonych składników stałych ok. 220 mg/dm3. Wskazania empiryczne: woda smaczna do przygotowywania posiłków w gospodarstwie domowym, kamica dróg moczowych, skaza moczanowa – dna.
- „Ignacy” – 0,42% woda chlorkowo-wodorowęglanowo-sodowa borowa. Suma rozpuszczonych składników stałych ok. 4207 mg/dm3. Wskazania krenologiczne: schorzenia górnych dróg oddechowych, choroby dróg żółciowych,kamica dróg moczowych i żółciowych, nieżyty żołądka. Przeciwwskazania: niewydolność krążeniowo-oddechowa, nadciśnienie.
- „Jan” – źródło siarczkowe; 0,17% woda wodorowęglanowo-sodowa-wapniowa, borowa, siarczkowa. Suma rozpuszczonych składników stałych ok. 1700 mg/dm3. Wskazania empiryczne: kamica dróg moczowych z wyjątkiem fosforanowej, przewlekłe zapalenia dróg moczowych.
- „Naftusia” – 0,82% woda wodorowęglanowo-chlorkowo-sodowa, fluorkowa, jodkowa, borowa. Suma rozpuszczonych składników stałych ok. 8236 mg/dm3. Wskazania lecznicze: choroby górnych i dolnych dróg oddechowych, nadkwaśne nieżyty żołądka, dwunastnicy, zapalenia i kamica dróg żółciowych. Przeciwwskazania: zapalenie trzustki i jelit, choroby serca z niewydolnością, nadciśnienie tętnicze.
- „Anna” – 0,06% woda średniozmineralizowana, wodorowęglanowo-wapniowa. Suma rozpuszczonych składników stałych 560 mg/dm3. Wskazania: nadkwaśne nieżyty żołądka, stany zapalne dróg moczowych, nieżyty górnych dróg oddechowych.
- „Krokusowe” – 0,63% woda chlorkowo-wodorowęglanowo-sodowa, żelazista, bromkowa, jodkowa, borowa. Suma rozpuszczonych składników stałych ok. 6350 mg/dm3. Wskazania lecznicze: choroby górnych i dolnych dróg oddechowych, nadkwaśne nieżyty żołądka, choroby wrzodowe żołądka, dwunastnicy, zapalenia i kamica dróg żółciowych. Przeciwwskazania: zapalenie trzustki i jelit, choroby serca z niewydolnością, nadciśnienie tętnicze.
- „Mieczysław” – 0,63% woda wodorowęglanowo-chlorkowo-sodowa, fluorkowa, jodkowa, borowa. Wskazania lecznicze: choroby górnych i dolnych dróg oddechowych, nadkwaśne nieżyty żołądka, schorzenia pęcherzyka żółciowego i kamica dróg żółciowych, stany po zatruciach zawodowych i lekowych, dyskinezy dróg żółciowych. Przeciwwskazania: marskość wątroby, choroba nowotworowa.
- „Danuta” – 0,35% woda kwasowęglowa chlorkowo-wodorowęglanowo-sodowa, jodkowa, borowa. Używana do butelkowania naturalnej wody mineralnej „Celestynka”. Wskazania krenologiczne: schorzenia górnych dróg oddechowych, schorzenia dróg żółciowych i moczowych w tym kamica. Przeciwwskazania: niewydolność krążeniowo-oddechowa, nadciśnienie.

## Turystyka

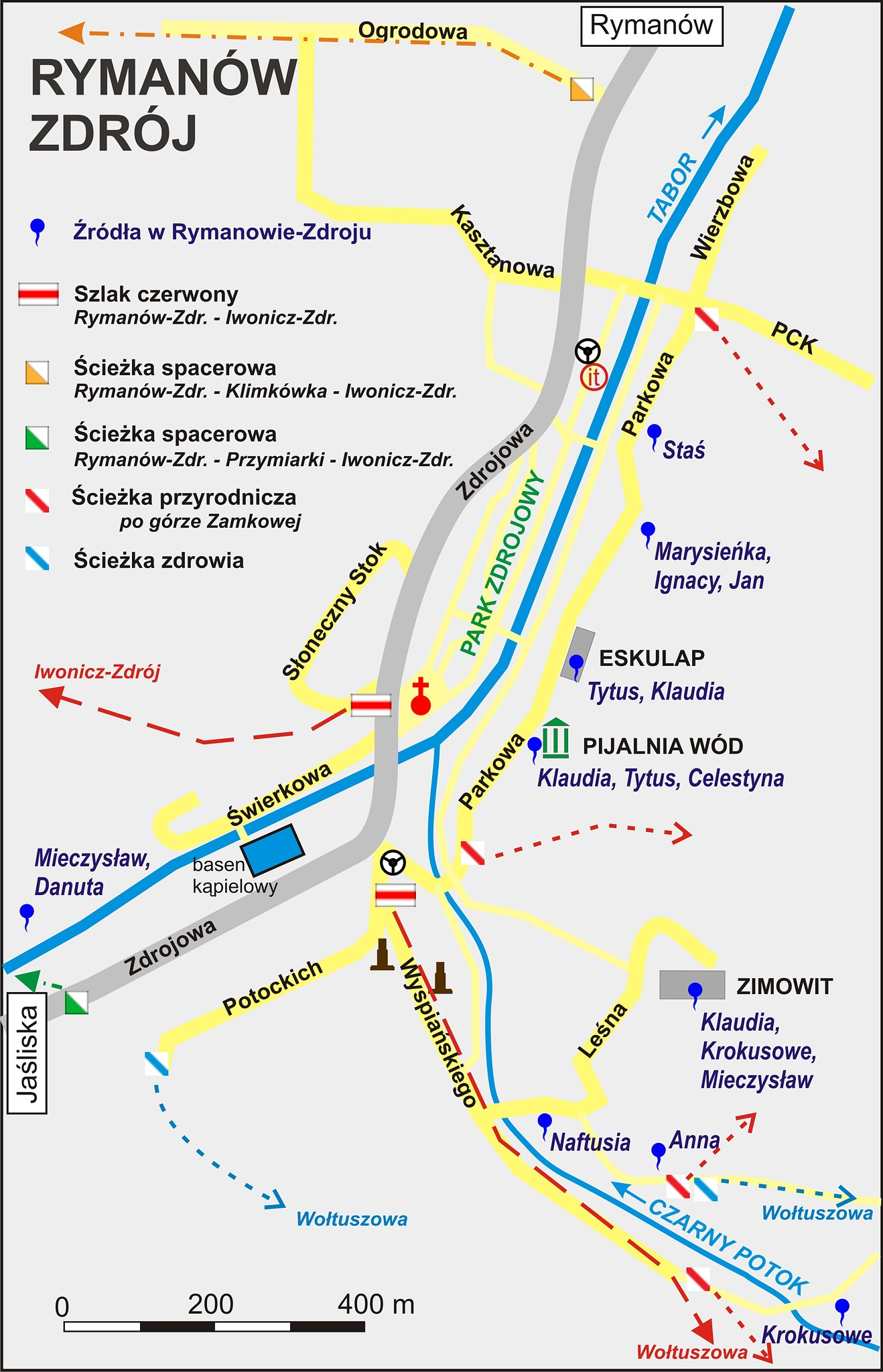
Źródła, szlaki i ścieżki spacerowe w Rymanowie-Zdroju

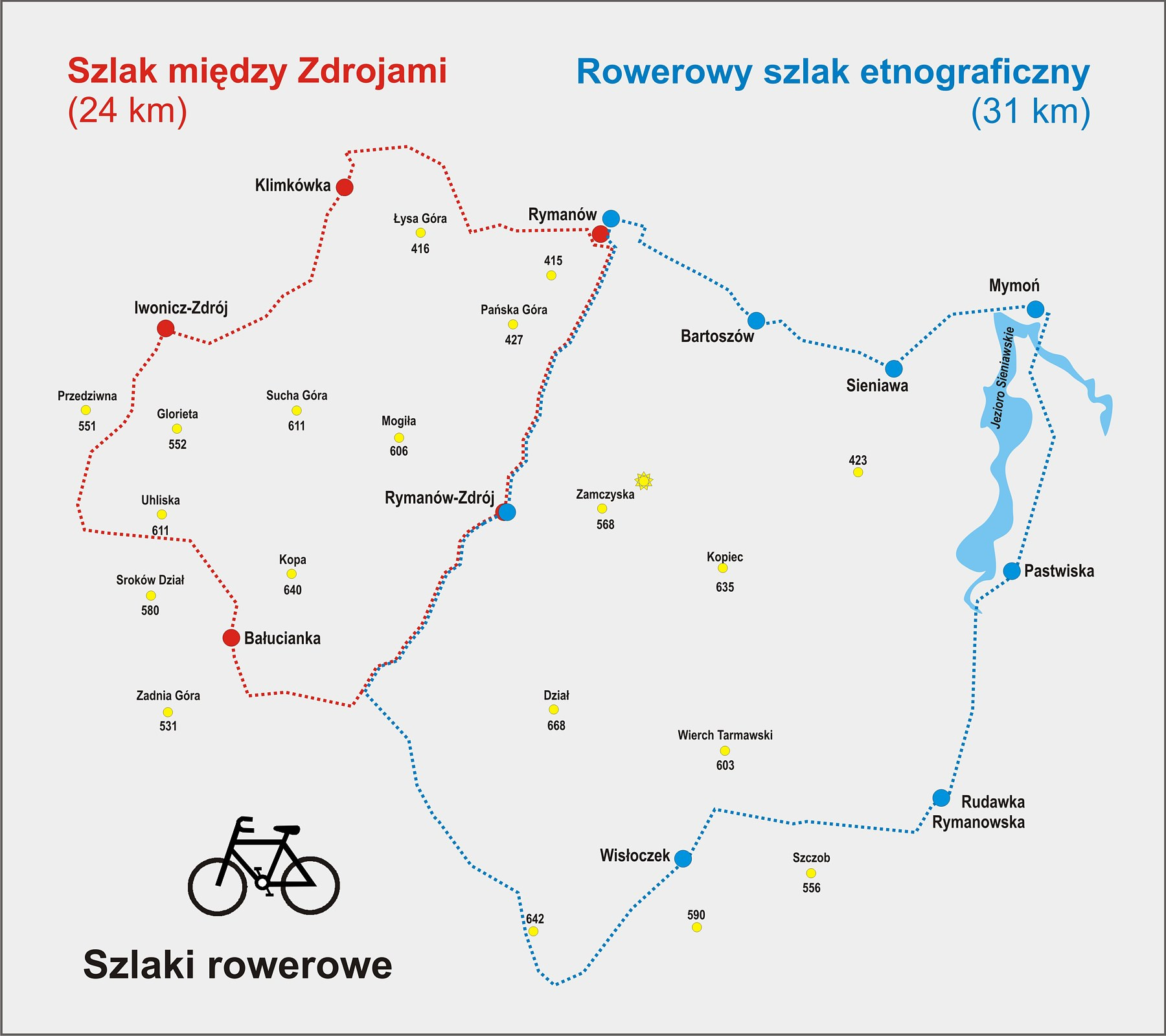
Szlaki rowerowe w Rymanowie-Zdroju

### Szlaki piesze
- Główny Szlak Beskidzki. Trasa: Rymanów-Zdrój – Iwonicz-Zdrój około 2,5 godziny.

Szlaki lokalne (spacerowe):
- Rymanów-Zdrój – Iwonicz-Zdrój (przez Klimkówkę). Czas przejścia 2,5 godziny,
- Rymanów-Zdrój – Iwonicz-Zdrój (przez Przymiarki). Czas przejścia 2,5 godziny.

Ścieżki spacerowe wokół Rymanowa-Zdroju:
- ścieżka do Królowej Wołtuszowej,
- ścieżka na Beskidzką Połoninę,
- ścieżka Łemka.

Ścieżka przyrodnicza i ścieżka zdrowia:
- ścieżka przyrodnicza „Rymanów-Zdrój”. Długość ścieżki 5,5 km. Czas przejścia 2-4 godzin. Różnica wzniesień 160 m. Obecnie 17 stanowisk edukacyjnych:

1. Historia Rymanowa-Zdroju
2. Torfowisko
3. Góra Zamczysko lub Zamczyska (561 m n.p.m.)
4. Mrowisko
5. Punkt widokowy
6. Paprocie
7. Uprawa leśna
8. Kopalnia
9. Daglezja
10. Karmisko dla zwierzyny leśnej
11. Skrzypy
12. Leśna klasa dydaktyczna: szkółka leśna, pułapki feromonowe, różne gatunki roślin zielnych, drzew i krzewów.
13. Polana „Horodziska”
14. Polana „Wilcza”
15. Barwinek pospolity
16. Wołtuszowa
17. Punkt czynnej ochrony płazów

- ścieżka zdrowia: Żabia (481 m n.p.m.), Wołtuszowa, Polana „Wilcza”, Polana „Horodziska”

### Szlaki i ścieżki rowerowe
- Rowerowy szlak etnograficzny – 31 km. Pętla: Rymanów-Zdrój, Rymanów, Bartoszów, Sieniawa, Mymoń, Pastwiska, Rudawka Rymanowska, Wisłoczek, Rymanów-Zdrój.
- Szlak Między Zdrojami – 24 km. Pętla: Rymanów-Zdrój, Bałucianka, Iwonicz-Zdrój, Klimkówka, Rymanów, Rymanów-Zdrój.
- Familijna ścieżka rowerowa – obejmuje m.in.: punkt czynnej ochrony płazów, krokusową łąkę, leśną klasę dydaktyczną.